# Peter Sarstedt
Peter Eardley Sarstedt (Delhi, 10 dicembre 1941 – Sussex, 8 gennaio 2017) è stato un cantautore britannico di origine indiana.

## Biografia
Nato in India, ha studiato a Kurseong, nel distretto del Darjeeling (Bengala Occidentale), prima di trasferirsi in Inghilterra con la famiglia nel 1954. Fratello dei cantanti pop Eden Kane e Clive Sarstedt, Peter Sarstedt è noto soprattutto per il brano del 1969 Where Do You Go to (My Lovely)?, che raggiunse la vetta della hit parade in 14 Paesi e che ha ottenuto un nuovo successo nel 2007, quando il regista Wes Anderson l'ha inserito nella colonna sonora del cortometraggio Hotel Chevalier e del film Il treno per il Darjeeling.
Tra le altre canzoni di Sarstedt si ricordano Beirut, Take Off Your Clothes, I Am a Cathedral e Frozen Orange Juice.

## Discografia

### Singoli
- I Must Go On/Mary Jane (1968)
- I Am a Cathedral/Blagged (1968)
- Where Do You Go To (My Lovely)?/Morning Mountain (1969)
- Frozen Orange Juice/Arethusa Loser (1969)
- As Though It Were a Movie/Take Off Your Clothes (1969)
- Without Darkness/Step into the Candlelight (1969)

### Album
- Peter Sarstedt  (1969)
- As Though It Were a Movie (1969)
- Every Word You Say Is Written Down (1971)
- Another Day Passes By (1971)
- Worlds Apart Together (1973, Sarstedt Brothers)
- Tall Tree (1975)
- Ps... (1978)
- Update (1982)
- Colors: Asia Minor (1986, Peter and Clive Sarstedt)
- Never Say Goodbye (1987)
- England's Lane (1997)
- On Song (2006, Peter Sarstedt con Clive Sarstedt alla chitarra)
- The Lost Album (2008)